# Международная ассоциация незрячих шахматистов
Международная ассоциация незрячих шахматистов (ИБЧА) (англ. International Braille Chess Association, (IBCA) — международная спортивная организация, объединяющая национальные шахматные федерации слепых и слабовидящих шахматистов. Входит в Международную шахматную федерацию и International Blind Sports Federation. Организует Blind Chess Olympiad и Blind Team World Cup. Главный офис находится в Хомберге, Германия. В составе ассоциации свыше 50 стран.

## Отличия от обычных шахмат

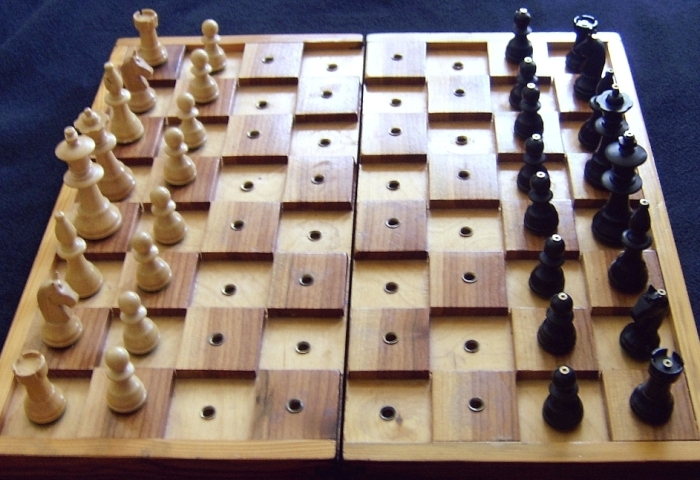
Шахматная доска для слепых

Хотя большинство правил в слепых шахматах соответствуют обычным шахматам, есть несколько модификаций, чтобы помочь слепым и слабовидящим игрокам:
- Любой из игроков может потребовать использования двух досок: зрячий игрок использует обычную доску, а слабовидящий игрок использует доску, специально сконструированную следующим образом:
  - Все черные поля возвышаются примерно на 3-4 мм над белыми. Ощупывая квадраты, игрок может определить цвет каждого из них.
  - Каждый из квадратов на доске имеет отверстие в центре, чтобы шахматные фигуры могли быть закреплены в этих отверстиях.
  - Каждая фигура имеет в основании направленный вниз выступ (гвоздь), который входит в отверстия в квадратах на доске, тем самым обеспечивая надежную фиксацию.
  - На верхушках всех черных фигур закреплена булавка, помогающая игроку различать цвет фигур.

После каждого хода каждый игрок должен громко объявлять свой ход своему противнику. Вместо того, чтобы записывать ходы на листе, слабовидящий игрок записывает ходы шрифтом Брайля или записывает ходы на магнитофон.

## Сборная ассоциации
Начиная с 1994 г., сборная Международной ассоциации незрячих шахматистов принимает участие в шахматных олимпиадах, проводящихся под эгидой ФИДЕ. Лучший результат команда показала в 2012 г., когда ей удалось занять 44 место. Чаще всего за сборную выступали П. Дукачевский (10 раз), С. Н. Крылов (8 раз) и В. И. Берлинский (6 раз).
| Год  | Город          | Место          | Состав команды                                                      |
| 1994 | Москва         | 80 место       | Крылов, Дукачевский, Дурбан Пьера, Васин, Руденский, Бурдио Гарсиа  |
| 1996 | Ереван         | 73 место       | Крылов, Берлинский, Дукачевский, Риглер, Мора Маньес, Бурдио Гарсиа |
| 1998 | Элиста         | 52 место       | Крылов, Берлинский, Дукачевский, Васин, Риглер, Мора Маньес         |
| 2000 | Стамбул        | 78 место       | Крылов, Берлинский, Дукачевский, Васин, Энхуто Веласко              |
| 2002 | Блед           | 86 место       | Дукачевский, Бьерринг, Энхуто Веласко, Гунаев, Млачник              |
| 2004 | Кальвия        | 96 место       | Крылов, Берлинский, Дукачевский, Жолтек, Мора Маньес, Полерс        |
| 2006 | Турин          | 110 место      | Крылов, Берлинский, Дукачевский, Прибяну, Драгичи Флутур, Антонини  |
| 2008 | Дрезден        | 91 место       | Берлинский, Крылов, Васин, Прибяну, Шелльман                        |
| 2010 | Ханты-Мансийск | 102 место      | Мешков, Крылов, Ол. Мюллер, Васин                                   |
| 2012 | Стамбул        | 44 место       | Мешков, Дукачевский, Григорчук, Ол. Мюллер, Росс                    |
| 2014 | Тромсё         | 78 место       | Пульветт, Дукачевский, Мешков, Ол. Мюллер, Росс                     |
| 2016 | Баку           | 88 место       | Мешков, Бабарыкин, Стаханчик, Ол. Мюллер, Росс                      |
| 2018 | Батуми         | 101 место      | Бабарыкин, Мешков, Дукачевский, Григорчук, М. Паласьос              |
| 2022 | Ченнаи         | не участвовала |                                                                     |

## Применения
1. ↑  International Braille Chess Association (IBCA) FIDE Directory. ratings.fide.com. Дата обращения: 5 декабря 2021. Архивировано 23 ноября 2021 года.
2. ↑  History of the IBCA Архивная копия от 8 августа 2021 на Wayback Machine Retrieved January 30, 2016
3. 1 2  Rules of Chess Архивная копия от 6 мая 2021 на Wayback Machine Retrieved September 12, 2018
4. ↑  How Visually Impaired Play Chess Архивная копия от 10 января 2021 на Wayback Machine Retrieved January 24, 2020
5. ↑  Chess — Eyeway.org Архивная копия от 9 июля 2017 на Wayback Machine Retrieved September 9, 2014